# Merkwiller-Pechelbronn
Merkwiller-Pechelbronn település Franciaországban, Bas-Rhin megyében. Lakosainak száma 923 fő (2022. január 1.). Merkwiller-Pechelbronn Lobsann, Dieffenbach-lès-Wœrth, Kutzenhausen, Lampertsloch, Preuschdorf és Surbourg községekkel határos.

## Fekvése
Haguenautól északra fekvő település.

## Leírása
Európában Pechelbronn volt az első hely, ahol olajkitermelést végeztek. A pechelbronni olajat először orvosilag, bőrbetegségek gyógyítására használták. A kereskedők fahordós szekerekkel járták a falvakat és az olajat a gazdáknak szekerek kenése céljából értékesítették.
Az olajjal való kereskedelem 1735-ben kezdődött, és még 1970-ben is folyt. Generációkon át látogatották a területet a szakemberek, hogy tanulmányozzák a kőolaj kitermelést és finomítást. Pechelbronnban 1927-ben a Marcel és Conrad Schlumberger testvérek végezték az első elektromos mélyfúrást.

## Nevezetességek
- Petróleum múzeum

## Itt születtek, itt éltek
- Joseph Achille Le Bel - francia kémikus 1847. január 21-én született Pechelbronnban.

## Galéria

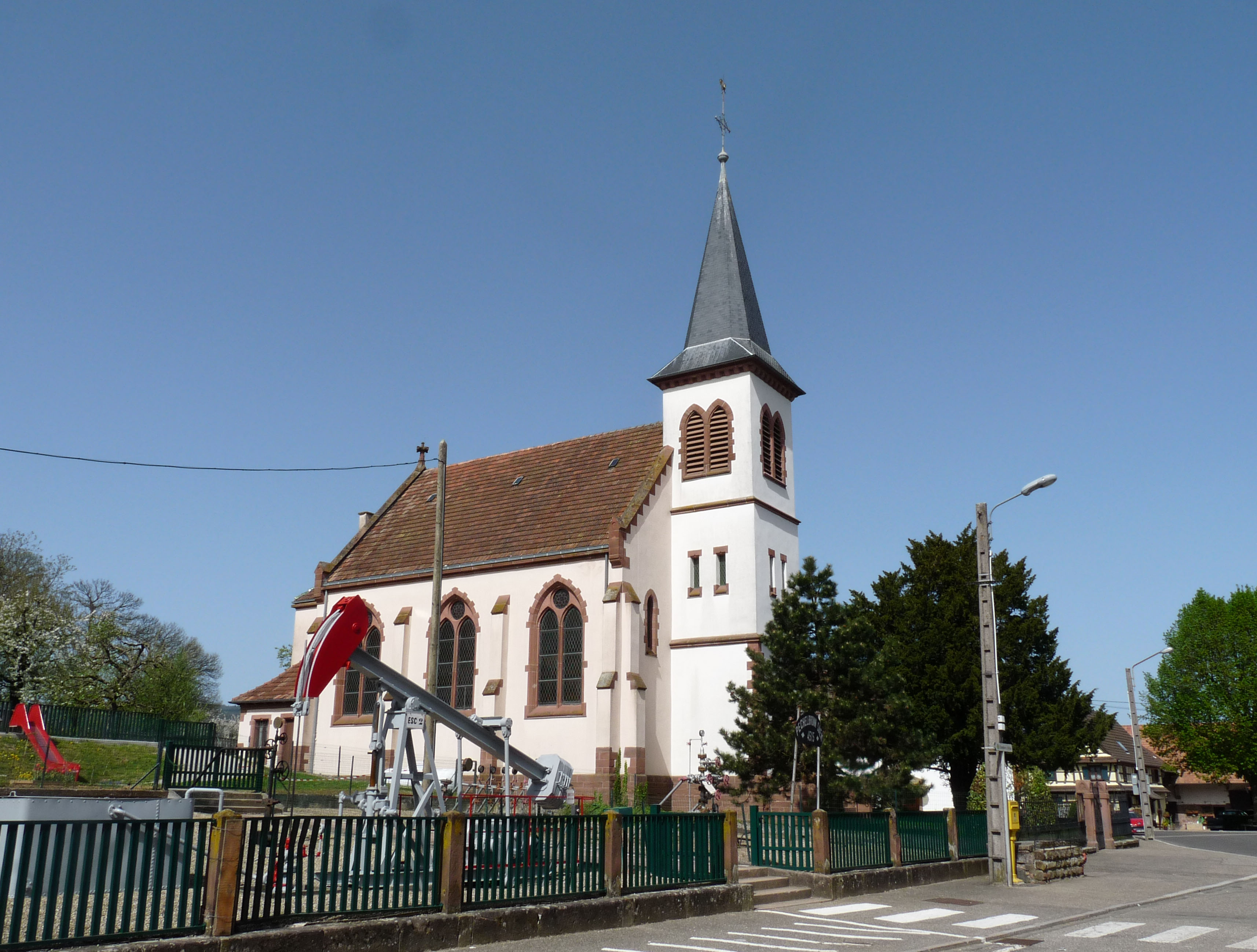
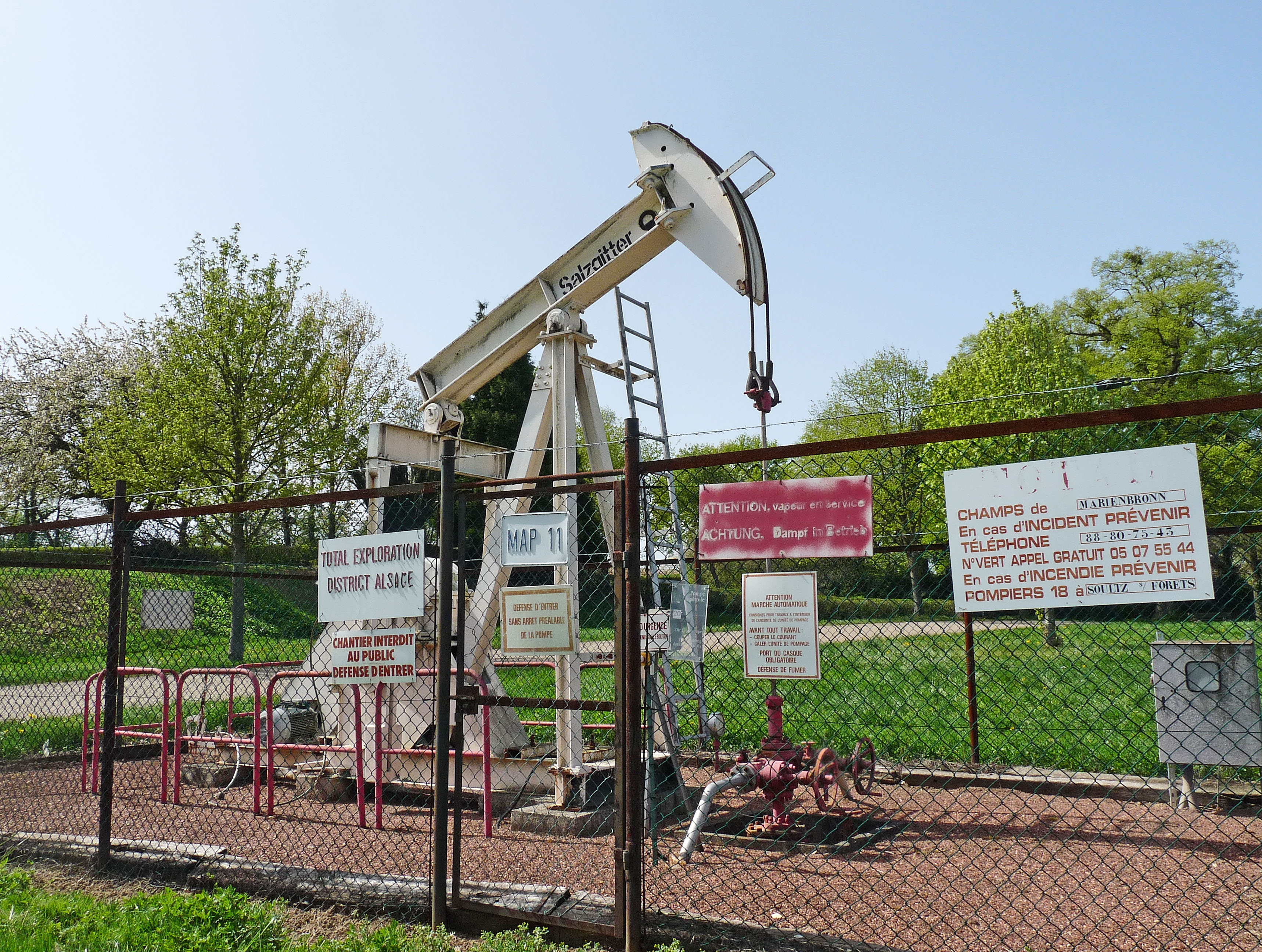
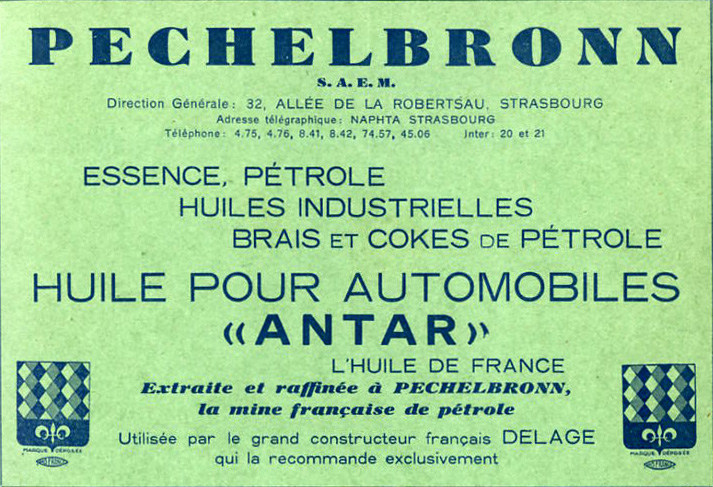